# Ulrik Gyldenstolpe
Ulrik Gyldenstolpe, född 26 juli 1774 i Gävle, död 7 januari 1855 i Stockholm, var en svensk greve och militär.
Urik Gyldenstolpe var son till Nils Philip Gyldenstolpe och friherrinnan Jacquelina Elisabeth De Geer. Han blev kornett vid Livregementet till häst 1781, stabskornett där 1790, löjtnant vid Livregementets lätta dragonkår (senare husarkår) 1792 och ryttmästare där samma år. Gyldenstolpe blev kammarherre hos drottningen 1800, sekundmajor vid Livregementets husarkår 1801, transporterades till Livregementets kyrassiärkår samma år, blev premiärmajor där 1802, kaptenlöjtnant vid Livdrabantkåren och överste i armén 1807 samt var sekundchef vid livregementsbrigadens kyrassiärkår 1808–1820. Han befordrades till generalmajor 1832 och erhöll avsked ur krigstjänsten 1849. Gyldenstolpe invaldes som ledamot av Krigsvetenskapsakademien 1819. Han blev 1809 riddare, 1818 kommendör och 1829 kommendör med stort kors av Svärdsorden.